# Votivni dar
Votivni dar je eden ali več predmetov, ki so prikazani ali shranjeni brez namena izterjave ali uporabe na svetem kraju v verske namene. Taki predmeti so značilni za sodobne in starodavne družbe in so izdelani zato, da bi z njimi pridobili naklonjenost nadnaravnih sil. Nekateri darovi so bili izdelani zato, da bi se izpolnila želja. V zahodnih družbah, v katerih so listinski dokazi preživeli, so imeli navado, da so počakali, da bi videli, ali bo želja izpolnjena, preden so darovali, za kar se uporablja izraz ex-voto. V budizmu je bil votivni dar gradnja stupe najpomembnejše in sveta praksa v antični Indiji, kar je mogoče opaziti pri ruševinah starodavne univerze Vikramšile [2] in drugih sodobnih strukturah. Votivni darovi so opisani v zgodovinski rimski dobi in grških virih, čeprav se podobna dejanja nadaljujejo tudi danes, na primer v tradicionalni katoliški kulturi in verjetno pri metanju kovancev v izvir ali vodnjak. Postavljanje smreke na vrh stavbe lahko tudi štejemo za votivni dar, ki ima zelo stare korenine.

## Antične daritve
V Evropi so votivni darovi znani že od neolitika, bleščeče sekire so dosegle vrh v pozni bronasti dobi. Veliki statusni predmeti, kot so oklep in orožje (predvsem ščiti, meči, kopje in puščice), plodnost in kultni simboli, kovanci, različni zakladi in živali (pogosto psi, voli in kasneje konj) so bili žrtvovani in pokopane daritve ali pogosteje vlite v vodna telesa ali šotno barje, od koder jih ni mogoče izvleči. V nekaterih primerih so bile žrtvovane celotne ladje, kot na primer na danskem močvirnem arheološkem najdišču Nydam Mose. Pogosto so vse predmete pri obredu zlomili, "ubili" predmete in jih tako uporabili pred darovanjem. Dragocene predmete, kot so meči in sulice, so zavrgli, kar je bil poseben obred. Predmete so v rekah, jezerih in sedanjih ali nekdanjih mokriščih odkrili gradbeni delavci, nabiralci šote, z detektorji kovin, posamezniki in arheologi.
Izrek Diogena iz Sinope, kot je navedel Diogen Laertski, kaže na visoko raven votivnih darov v starodavni Grčiji: 
| “ | "Ko je nekdo izrazil presenečenje nad votivnimi darovi v Samotraki, je Diogen rekel: "Bilo bi veliko več, če bi tisti, ki niso bili rešeni, dali darove." | ” |

Zakladnice Olimpije in Delfov (vključno z Atensko zakladnico in Sifnijsko zakladnico) so bile stavbe različnih grških mestnih držav, da so hranile votivne darove v denarju in žlahtni kovini. Tu so bile tudi velike količine votivnih skulptur, čeprav so bile očitno namenjene poveličevanju vsakega mesta glede na tekmece in hvalo bogovom.
V Mezoameriki so na olmeškem območju El Manati (datirano v 1600–1200 pr. n. št.) in iz majevskih svetih vodnjakov (cenote) v  Chichen Itzi (850–1550 n. št.) izkopali votivne darove.
V arheologiji se votivni darovi razlikujejo od zakladov, saj kljub temu, da lahko vsebujejo podobne predmete, niso bili namenjeni temu, da bi se kasneje ponovno uporabili.
Nekateri arheologi so odkrili votivne darove iz 5. stoletja pr. n. št., ki dokazujejo pismenost v špartanski kulturi. Največji poudarek je na napisih, za katere se zdi, da jih je posameznik izdelal za dar, arheologi lahko razlagajo, da so jih naredili člani zgornjega razreda, saj jih je bilo zelo malo. Najden je bil en kos lončenine, ki je morda imel oznake za mere. To bi pomenilo pismenost med Špartanci, če je to res. Na žalost znanstveniki niso našli nobenega drugega predmeta s podobnim napisom, ki bi podprl to osamljeno najdbo.
13 starodavnih votivnih kamnov iz Pesara so odkrili leta 1737 na lokalni kmetiji Pesaro v pokrajini Pesaro e Urbino v Italiji in so datirani v obdobje pred Etruščani. Vpisani so z imeni različnih rimskih bogov, kot so APOLON, MAT [ER] -MATVTA, SALVS, FIDE in IVNONII (Junona). 

### Plošča za prekletstvo
Plošča za prekletstvo je majhen list kositra ali svinca, na katerega je bilo vpisano sporočilo, ki je želelo nesrečo nekomu drugemu. Običajno najdemo zavito in namerno odloženo. Pet glavnih razlogov je, čemu je namenjena taka plošča: 
1 – pravni spor, 2 – konkurenca, 3 – trgovina, 4 – erotična želja, 5 – kraja
Od teh so v Britaniji našli veliko večino vrste 5. Dve največji koncentraciji sta pri svetih izvirih pri Bathu (Aquae Sulis), kjer je bilo najdenih 130 plošč, pri Uleyju pa več kot 140. Uporaba plošč prekletstva pri iskanju obnove ukradenega premoženja je močan dokaz, da so pri netradicionalnem verskem obredu klicali  božansko moč, ki pogosto vključuje neko obliko darovanja vode. Običajna oblika božanskega rotenja je bila z molitvijo, žrtvovanjem in oltarno posvetitvijo , zato je dostop do teh informacij koristen vpogled v rimsko provincialno kulturo.

### Grožnje
V današnjem svetu so ogroženi številni neodkriti antični votivni darovi, zlasti potopljeni v močvirja ali druga vodna telesa. Mokrišča in druge vodne površine pogosto ščitijo in hranijo material tisoče let zaradi naravnih anaerobnih okolij. Vendar pa je bilo veliko delov vodnega dna moteno, saj so reke in potoki razgibani ali so se preusmerili v pokrajini, številna mokrišča pa so bila v zadnjih 100–200 letih v celoti ali delno osušena ali zasuta. Zato je veliko preostalih predmetov v nevarnosti zaradi  oksidacije in morebitnega hitrega poslabšanja. Vodilni vzroki motenj so izkopavanje, ribiški čolni z vlečno mrežo na dnu, kmetijske dejavnosti, rezanje šote, pridobivanje podtalnice z vodnimi vrtinami in obrati večjih infrastrukturnih objektov, kot so hitre ceste, čistilne naprave in v nekaterih primerih obnova velikih naravnih vrst. 

## Judaizem
Tora predvideva "prostovoljno daritev", ki jo lahko da kateri koli posameznik. Te se razlikujejo od votivnih daritev, ki so povezane z zaobljubo (cf Leviticus 22.23), kjer so hebrejske korenske črke za prostovoljno daritev נדב (nadab), a za votivni dar so נדר (nadar). V tem verzu se jasno razlikuje med obema.
Ko je Salomon zgradil prvi tempelj, je zagotovil opremo za drugi svet, kot je zapovedal Mojzes na gori Sinaj (glej Solomonov tempelj).
Ustna tora v rabinskem judovstvu govori tudi o velikem zlatem artefaktu grozdne trte zunaj jeruzalemskega templja pred njegovim uničenjem Rimljanov. 

## Krščanstvo
Tradicija votivnih daritev je bila prenesena v krščanstvo z vzhoda in zahoda. Na zahodu je bila sprejeta tudi posebna vrsta votivne krone, prvotno bizantinske.

### Vzhodno krščanstvo
V skladu s svetim izročilom je po spreobrnjenju in poznejši zmagi v bitki pri Milvijskem mostu Konstantin I. Veliki podaril enega od križev, ki jih je nosil v bitki, podaril cerkvi. Ta križ je ohranjen na gori Atos.
Med najbolj znanimi pravoslavnimi votivnimi darovi je dar svetega Janeza Damaščana. Po izročilu je bil, ko je služil kot vezir pri kalifu Al-Validu I.,  lažno obtožen izdaje, zato so mu odsekali roko. Ob molitvi pred ikono Matere božje je bila njegova roka čudežno obnovljena. V zahvalo je dal srebrno repliko svoje roke in jo pritrdil na ikono. To ikono, ki se zdaj imenuje Triroka (Trojeručica),  hranijo v samostanu Hilandar na gori Atos.
Pravoslavni kristjani še danes dajejo votivne daritve, pogosto v obliki tamata, kovinske ploščice, ki simbolizira predmet njihovih molitev. Druge daritve so sveče, kruh, vino, olje ali kadilo. Poleg tega mnogi pustijo nekaj osebnega, kot je nakit, prsni križ ali vojaško odlikovanje kot znak predanosti.

### Rimskokatoliška cerkev
V rimskokatoliški cerkvi so darovali, da bi izpolnili zaobljubo bogu za odrešitev ali so stvari pustili cerkvi v znak hvaležnosti za kakšno uslugo. Danes se lahko prižgejo svečane sveče, darujejo rože, kipi, liturgična oblačila in denar. Tradicionalne posebne oblike votivnih darov ex votos so majhni srebrni modeli prizadetega dela telesa, vpisane kamnite plošče, ljudska slikarska umetnost, kot so votivne slike v Mehiki in modeli ladje, ki so jih donirali mornarji, ki so preživeli nevarno potovanje. Številne katoliške cerkve imajo še vedno območja, na katerih so taki darovi prikazani. Cerkev Naše zmagovite gospe (Notre-Dame-des-Victoires) v Parizu prikazuje več kot 10.000 darov, veliko je vojaških odlikovanj, ki jih darujejo njihovi prejemniki. Votivna cerkev na Dunaju je sama votivni dar, zgrajena v zahvalo za pobeg pred atentatom cesarja Franca Jožefa I. leta 1853.
Srednjeveški primeri so:
- votivne krone v zakladnici Guarrazar, Guadamur, provinca Toledo
- verjetno železna krona Langobardov
- Henrik III. je imel zlat kip svoje kraljice, ki je bil postavljen v kapelo svetega Edvarda v Westminstru
- sokol v vosku v kapeli svetega Wulfstana, dar Edvarda I.
- diamant in rubin, ki krasita grobnico svetega Tomaža Becketa v Canterburyju
- številne bergle, ki so ostale v jami v Lurdu
- pesem O Wilhelme, dober pastor, ki jo je skomponiral John Taverner, je votivni odpev, posvečen kardinalu Wolseyju

## Džainizem
Ajagapata je vrsta votivne plošče, povezane s čaščenjem v džainizmu. Številne take kamnite plošče so bile odkrite med izkopavanji na starodavnih mestih, kot je Kankali Tila blizu Mature v Indiji. Nekatere od njih segajo v 1. stoletje n. št. Te plošče so okrašene s predmeti in oblikami, ki so osrednjega pomena za molitev v džainizmu, kot sta stupa, dharmačakra in triratna. 
Te kamnite plošče so podobne starejšim kamnitim ploščam šilapatam, ki so bile postavljene pod drevesa, da bi darovali jakšam. Tako darovanje so poznale domorodne ljudske skupnosti že pred džainizmom, kar kaže, da so poznali skupnosti pri obredih. Strokovnjak za umetnost džainizma je napisal o ajagapati, ki je bila odkrita okoli Kankali Tile: "Tehnično ime take plošče je ajagapata, kar pomeni 'plošča za poklon'".